# Крилово (Красноуфімський міський округ)
Крило́во (рос. Крылово) — село у складі Красноуфімського міського округу (Натальїнськ) Свердловської області.
Населення — 851 особа (2010, 874 у 2002).
Національний склад станом на 2002 рік: росіяни — 97 %.